# Alberto Moura
Alberto Moura war ein brasilianischer Kommunalpolitiker im Bundesstaat Minas Gerais.

## Leben
Er wurde für die Aliança Renovadora Nacional (ARENA) als Präfekt des Municípios Sete Lagoas für die Amtszeit vom 17. Februar 1971 bis 31. Januar 1973 gewählt. Seine Amtszeit war gekennzeichnet von großen Taten in kurzer Zeit und Transparenz der öffentlichen Verwaltung.
In Sete Lagoas wurde nach ihm die Straße Avenida Prefeito Alberto Moura benannt.